# Кафедральний собор Сегеда
Кафедральний собор Богоматері — собор римсько-католицької церкви в місті Сегед, третя за величиною храмова будівля Угорщини, пам'ятник архітектури  неороманського стилю, яскрава пам'ятка і символ міста.

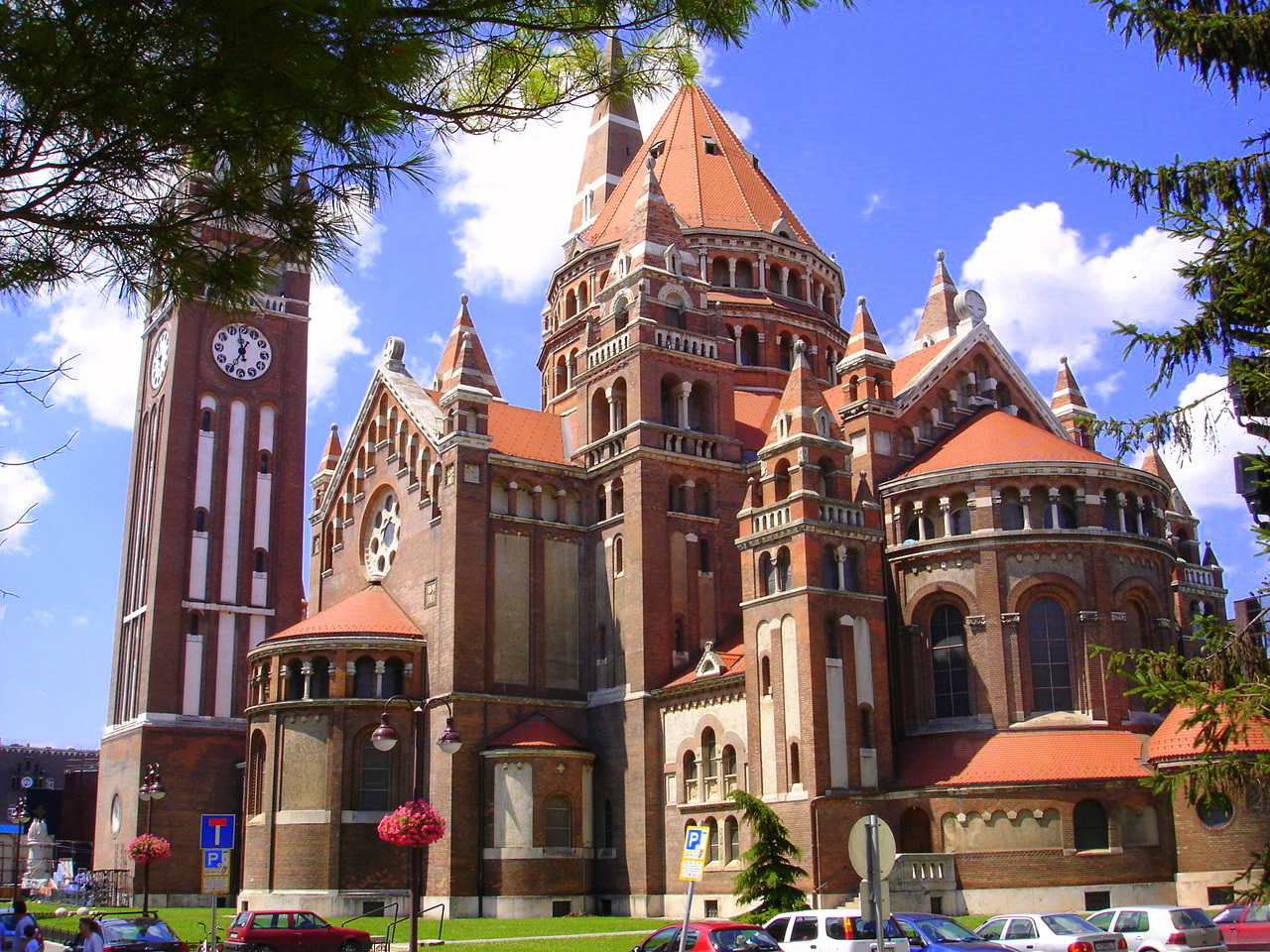

Все почалося 12 березня 1879 року, коли в Сегед прийшла одна з найбільших в його історії повеней. Води Тиса затопили все місто, 90 відсотків будівель було зруйновано. 28 листопада 1880 року батьки міста дали обітницю, що якщо місто вдасться відбудувати знову, буде зведена в Сегеді велика і розкішна церква в подяку і на славу діви Марії, покровительки Угорщини. У 1913 році було розпочато будівництво церкви за проектом знаменитого угорського архітектора  Фрідеша Шулеко, проте вже в липні 1914 року воно було зупинено — майже на десятиріччя — через Першу світову війну й економічний спад, що настав після неї. Лише 24 жовтня 1930 року, через 50 років після принесення обітниці, храм був освячений. Ерне фон Донаньї написав спеціальну месу з нагоди освячення собору.
Храм був побудований з червоної цегли в неороманском стилі. Головний фасад собору прикрашений великою трояндою. По боках дві високі стрункі дзвіниці висотою 91 метр кожна, з найбільшими в Угорщині годинами (діаметр циферблату — 4,3 метра); а всього собор прикрашений 57 баштами і башточками. У соборі сім дзвонів, найбільший масою вісім з половиною тонн — другий за величиною в Угорщині. Будівля довжиною 81 метр і шириною 51 метр вміщує до п'яти тисяч прихожан.
Інтер'єр собору оформлений у дусі модерну, популярного в Сегеді на початку ХХ століття, — з безліччю рельєфів, статуй, і мозаїк. Особливу увагу привертає мозаїка Богоматері над вівтарем собору — свята діва Марія постає в Угорському національному костюмі і Сегедських туфлях. У головного вівтаря стоїть білий ківорій і статуя Ісуса на хресті. Орган кафедрального собору з його дев'ятьма тисячами труб — третій за величиною в Угорщині.
На квадратній Соборній площі, побудованій за зразком площі святого Марка в Венеції і оточеній з інших сторін будівлями університету, організовуються концерти й театральні постановки.